# Lijst van attracties in Parque Warner Madrid
Deze pagina bevat een lijst met attracties in het Spaanse attractiepark Parque Warner Madrid.

## Huidige attracties
| Naam                                   | Opening         | Attractietype               | Afbeelding |
| -------------------------------------- | --------------- | --------------------------- | ---------- |
| ¡A Toda Máquina!                       | 2011            | Rockin' Tug                 |            |
| Academia de Pilotos Baby Looney Tunes  | 2013            | Monorail                    |            |
| ACME: Juegos de Agua                   | 2004            | Speeltuin                   |            |
| La Aventura de Scooby-Doo              | 2005            | Interactieve darkride       |            |
| Batman: Arkham Asylum                  | 6 april 2002    | Omgekeerde achtbaan         |            |
| Los Carros de la Mina                  | 2004            | Breakdance                  |            |
| Cartoon Carrousel                      | 2006            | Draaimolen                  |            |
| Cataratas Salvajes                     | 6 april 2002    | Shoot-the-chute             |            |
| Cine Tour                              | 2005            | Rondrit                     |            |
| Coaster-Express                        | 6 april 2002    | Houten achtbaan             |            |
| Los Coches de Choque de El Joker       | 6 april 2002    | Botsauto's                  |            |
| Los Coches Locos del Pato Lucas        | 2008            | Botsauto's                  |            |
| Cohetes Espaciales                     | 2008            | Draaimolen met armen        |            |
| Convoy de Camiones                     | 2005            | Rondrit                     |            |
| Correcaminos Bip, Bip                  | 16 mei 2009     | Stalen achtbaan             |            |
| Correo Aéreo                           | 2008            | Topspin-achtig reuzenrad    |            |
| Coyote: Zona de Explosión              | 2008            | Vrije val                   |            |
| Emergencios Pato Lucas                 | 2011            | Brandweerattractie          |            |
| Escuela de Conducción Yabba-Dabba-Doo  | 2011            | Verkeerstuin                |            |
| He Visto un Lindo Gatito               | 2011            | Giant Sky Chaser            |            |
| Helicópteros                           | 2008            | Luchtballonnencarrousel     |            |
| Hotel Embrujado                        | 6 april 2002    | Madhouse                    |            |
| Expedientes Warren                     |                 | Spookhuis                   |            |
| Lex Luthor                             | 6 april 2002    | Topspin                     |            |
| Oso Yogui                              | 2008            | Splash battle               |            |
| Paseo en Autobús de Piolín y Silvestre | 2008            | Vliegend tapijt             |            |
| Rápidos ACME                           | 6 april 2004    | Rapid river                 |            |
| Río Bravo                              | 6 april 2002    | Boomstamattractie           |            |
| Silas Voladoras de Mr. Freeze          | 2003            | Zweefmolen                  |            |
| Stunt Fall                             | 8 augustus 2002 | Omgekeerde shuttle-achtbaan |            |
| Superman: La Atracción de Acero        | 6 april 2002    | Vloerloze achtbaan          |            |
| Las Tazas de Té de Scooby-Doo          | 2003            | Theekopjesattractie         |            |
| Tom & Jerry                            | 6 april 2002    | Stalen achtbaan             |            |
| La Venganza del Enigma                 | 6 april 2002    | Space shot                  |            |